# Gaspar Monž
Gaspar Monž, grof de Pelus (9. maj 1746 – 28. jul 1818) bio je francuski matematičar, izumitelj nacrtne geometrije (matematičke osnove tehničkog crtanja), i otac diferencijalne geometrije. Tokom Francuske revolucije on je služio kao Ministar mornarice, i učestvovao je u reformi francuskog obrazovnog sistema. On je pomogao da se osnuje Politehnička škola.

## Biografija

### Detinjstvo i mladost
Monž je rođen u Bonu u Zlatnoj obali kao sin trgovca. On je bio obrazovan u koledžu oratorista u Bonu. Godine 1762. se upisao na Koledž de la Trinite u Lionu, gde je godinu dana nakon što je započeo studije postao učitelj fizike kad je imao samo sedamnaest godina.
Nakon završetka školovanja 1764. godine vratio se u Bon, gde je izradio opsežni plan grada, razvijajući metode posmatranja i konstruišući potrebne instrumente; plan je predstavljen gradu. Taj dokument se još uvek se čuva u njihovoj biblioteci. Jedan oficir inženjerstva koji je to video pisao je komandantu Kraljevske inženjerske škole u Mezjeru, preporučivši mu Monža i on je dobio posao crtača. L. T. K. Rolt, inženjer i istoričar tehnologije, pridaje Monžu zasluge za nastanak inženjerskog crteža.

### Karijera
Oni koji su studirali u oficirskoj školi bili su isključivo iz redova aristokratije, tako da mu nije bio dozvoljen prijem u samu instituciju. Njegove manuelne sposobnosti su bile veoma cenjene, ali njegove matematičke veštine nisu iskorišćene. Ipak, u slobodno vreme je radio na razvoju svojih ideja. U to vreme je došao u kontakt sa Šarlom Bosjuom, profesorom matematike sa Kraljevske inženjerske škole. „Hiljadu puta sam bio u iskušenju“, rekao je on dugo kasnije, „da pocepam svoje crteže sa gađenjem zbog poštovanja koje im je pridavano, kao da nisam bio dobar ni za šta bolje.“
Nakon godinu dana u Kraljevskoj školi, Monž je zamoljen da izradi plan za utvrđenje na takav način da optimizuje njegov odbrambeni aranžman. Postojao je utvrđen metod za to koji je uključivao dugačke proračune, ali Monž je osmislio način rešavanja problema korišćenjem crteža. Prvo njegovo rešenje nije prihvaćeno, jer nije oduzelo vreme koje je ocenjeno kao neophodno, ali nakon ispitivanja je prepoznata vrednost dela, i prepoznate su izuzetne Monžove sposobnosti.
Nakon što je Bosju napustio Kraljevsku školu inženjeringa, Monž je preuzeo njegovo mesto u januaru 1769. godine, a 1770. je takođe postavljen za instruktora eksperimentalne fizike.
Godine 1777, Monž se oženio Katarin Uart, koja je posedovala kovačnicu. Ovo je dovelo do toga da Monž razvije interesovanje za metalurgiju. Godine 1780, postao je član Francuske akademije nauka; u to vreme započelo je njegovo prijateljstvo sa hemičarom Klod Luj Bertoleom. Godine 1783, nakon što je napustio Mezijer, on je, nakon smrti E. Bezu, imenovan za ispitivača pomorskih kandidata. Iako ga je ministar pritiskao da pripremi kompletan kurs matematike, on je odbio da to učini sa obrazloženjem da bi to lišilo gospođu Bezu njenog jedinog prihoda, i to od prodaje udžbenika koje je napisao njen pokojni muž. Godine 1786. napisao je i objavio svoj Osnovni traktat o statici.

### 1789. i kasnije
Francuska revolucija je potpuno promenila tok Monžove karijere. On je bio snažan pristalica revolucije, i 1792. godine, nakon što je Zakonodavna skupština formirala izvršno veće, Monž je prihvatio funkciju ministra pomorstva, i tu funkciju je obavljao od 10. avgusta 1792. do 10. aprila 1793, kada je podneo ostavku. Kada je Komitet javne bezbednosti uputio apel akademicima da pomognu u odbrani republike, on se u potpunosti posvetio ovim operacijama i istakao se svojom energijom, napisavši Opis umetnost pravljenja topova i Saveti železarima o proizvodnji čelika.
Veoma aktivno je učestvovao u merama za osnivanje Više normalne škola (koja je postojala samo u prva četiri meseca 1795. godine) i škole za javne radove, potom Politehničke škole, i bio na svakoj od njih profesor nacrtne geometrije. Knjiga Deskriptivna geometrija. Lekcije održane u normalnim školama objavljena je 1799. na osnovu transkripcija njegovih predavanja održanih 1795. Kasnije je objavio delo Primena analize na geometriju, koja je proširena na predavanja.
Od maja 1796. do oktobra 1797. Monž je bio u Italiji sa K.L. Bertolet i nekim umetnicima da odaberu slike i skulpture koje se naplaćuju od Italijana. Tamo se sprijateljio sa Napoleonom Bonapartom. Po povratku u Francusku, postavljen je za direktora Politehničke škole, ali je početkom 1798. poslat u Italiju na misiju koja se završila uspostavljanjem kratkotrajne Rimske republike.
Odatle se Monž pridružio Napoleonovoj ekspediciji u Egipat, učestvujući sa Bertoletom u naučnom radu Egipatskog instituta i Egipatskog instituta nauka i umetnosti. Pratili su Bonapartu u Siriju, i vratili se sa njim 1798. godine u Francusku. Monž je imenovan za predsednika Egipatske komisije i ponovo je uspostavio vezu sa Politehničkom školom. Njegovi kasniji matematički radovi objavljeni su (1794–1816) u časopisu Journal and the Correspondence of the École Polytechnique. Po formiranju Konzervativnog Senata imenovan je za člana tog tela, sa obiljem odredbi i titulom grofa od Pelusijuma (Comte de Péluse), a postao je predsednik te organizacije tokom 1806–1807. Zatim su mu nakon pada Napoleona oduzete sve počasti, te je čak i isključen sa liste članova rekonstituisanog Instituta.
Napoleon Bonaparta je izjavio da je Monž bio ateista. Njegovi ostaci su prvo sahranjeni u mauzoleju na groblju Le Per Lašez u Parizu, a kasnije preneti u Panteon u Parizu.

## Rad
Između 1770. i 1790. Monž je doprineo raznim radovima iz matematike i fizike za Memoare Akademije u Torinu, Memoare stranih naučnika Pariske akademije, Memoare iste Akademije i Anale himije, uključujući „O teoriji useka i nasipa“ (Mém. de l’acad. de Paris, 1781), koji predstavlja elegantno istraživanje problema sa zemljanim radovima koji se pominju u naslovu i u vezi s tim utvrđuje njegovo kapitalno otkriće krivina zakrivljenosti površine. Takođe je vredno napomenuti da je u svom Memoarima o nekim fenomenima vida Monž predložio rano implicitno objašnjenje fenomena postojanosti boje na osnovu nekoliko poznatih zapažanja.
Leonhard Ojler, u svom radu o zakrivljenosti iz 1760. u Berlinskim memoarima, nije razmatrao normale površine, već normale ravni preseka kroz određenu normalu, tako da se nikada nije suočio sa pitanjem preseka uzastopnih normala površine. Monžov rad daje običnu diferencijalnu jednačinu krivih zakrivljenosti i uspostavlja opštu teoriju na veoma zadovoljavajući način; primenu na zanimljiv poseban slučaj elipsoida prvi put je realizovao u kasnijem radu 1795. godine.

## Izabrane publikacije
- 1781: Mémoire sur la théorie des déblais et des remblais De l'Imprimerie Royale.
- 1793: (with Alexandre-Théophile Vandermonde and Claude-Louis Berthollet) Avis aux ouvriers en fer, sur la fabrication de l'acier. Tome 8 (Advice to ironworkers, on the manufacture of steel)
- 1794: Description de l'art de fabriquer des canons (Description of the art of making cannon)
- 1795: Application d'analyse à la géométrie
- 1799: Géométrie descriptive. Leçons données aux écoles normales (Descriptive Geometry)
- 1807: Application de l'analyse à la géométrie, à l'usage de l'Ecole impériale polytechnique.
- 1810: (with Jean Nicolas Pierre Hachette) Traité élémentaire de statique, a l'usage des écoles de la Marine, chez Courcier, Imprimeur-libraire, pour les mathematiques, quai des Augustins, 1852 translation: An elementary treatise on statics.

## Spoljašnje veze
- O'Connor, John J.; Robertson, Edmund F. „Gaspar Monž”. MacTutor History of Mathematics archive. University of St Andrews.
- „Monge, Gaspard”. New International Encyclopedia. 1905.